# プジェミスワフ・フランコフスキ
プジェミスワフ・アダム・フランコフスキ（Przemysław Frankowski, 1995年4月12日 - ）は、ポーランド・ポモージェ県グダニスク出身のサッカー選手。リーグ・アン・スタッド・レンヌ。ポーランド代表。ポジションはミッドフィールダー。

## 経歴

### クラブ
2012年に地元のレヒア・グダニスクでプロデビューし、2シーズンでリーグ戦41試合2ゴールを記録。
2014年8月1日、ヤギエロニア・ビャウィストクに移籍。新天地で成長し、リーグ戦140試合出場で24ゴールを決めた。
2019年1月22日、MLSのシカゴ・ファイアーと契約。2019年シーズン開幕戦となった3月6日のロサンゼルス・ギャラクシー戦でMLSデビュー。5月9日のニューイングランド・レボリューション戦でMLS初ゴールを決めた。更に10月7日のオーランド・シティ戦では、芸術的なゴールを決めて話題となった。　
2021年8月5日、フランスのRCランスに5年契約で加入した。
2025年2月11日、トルコのガラタサライSKに2024-25シーズン終了までの期限付き移籍で加入。ランスにはレンタル料として100万ユーロが支払われ、選手には90万ユーロの基本給が支払われる。さらに条件付きで完全移籍に移行する買取オプションが付帯しており、行使した場合にはランスに700万ユーロの移籍金が支払われ、選手とは3年契約が締結される。2024-25シーズン終了後に買取オプションが行使された。
2025年8月5日、スタッド・レンヌに期限付き移籍で加入。期限付き移籍期間は1年+1年で、延長オプションを行使した場合にはシーズン終了後の買取義務が発生する契約となっている。レンヌからガラタサライには1年間のレンタル料として275万ユーロが支払われ、完全移籍に移行した場合の移籍金は570万ユーロ+出来高130万ユーロとなる。

### 代表
2017年に地元ポーランドで開催されたUEFA U-21欧州選手権に、U-21ポーランド代表として出場。グループリーグ全試合にフル出場するも、グループリーグ敗退で終了。2018年3月24日のナイジェリア戦でフル代表デビュー。2018 FIFAワールドカップの代表候補にも挙がっていたものの、最終選考で落選。2019年10月14日、UEFA EURO 2020予選の北マケドニア戦で代表初ゴールを決めた。
2021年6月、UEFA EURO 2020に臨むポーランド代表に選出され、グループステージ全3試合に出場したが、決勝トーナメント進出は叶わなかった。

## 代表歴

### 出場大会
- ポーランド代表
  - 2022 FIFAワールドカップ

### 試合数
- 国際Aマッチ 38試合 2得点（2018年-）[12]

| ポーランド代表 | 国際Aマッチ | 国際Aマッチ |
| 年             | 出場        | 得点        |
| -------------- | ----------- | ----------- |
| 2018           | 4           | 0           |
| 2019           | 6           | 1           |
| 2020           | 0           | 0           |
| 2021           | 12          | 0           |
| 2022           | 8           | 0           |
| 2023           | 8           | 1           |
| 2024           |             |             |
| 通算           | 38          | 2           |